# ستيفين ثيكوت
ستيفين ثيكوت (14 فبراير 1987 بمونتروي في فرنسا - ) (بالفرنسية: Steven Thicot)‏ هو لاعب كرة قدم فرنسي في مركز الوسط. لعب مع دينامو بوخارست ونادي بيلينينسش ونادي تونديلا ونادي سيدان ونادي نانت ونادي هيبرنيان ونافال.

## وصلات خارجية
- ستيفين ثيكوت على موقع قاعدة بيانات كرة القدم.إي يو (الإنجليزية)
- ستيفين ثيكوت على موقع ليكيب (الفرنسية)
- ستيفين ثيكوت على موقع Soccerbase.com (لاعب) (الإنجليزية)
- ستيفين ثيكوت على موقع Soccerway.com (الإنجليزية)
- ستيفين ثيكوت على موقع عالم كرة القدم.نت (الإنجليزية)
- ستيفين ثيكوت على موقع AS.com (الإسبانية)